# Eudianodes
Eudianodes is een kevergeslacht uit de familie van de boktorren (Cerambycidae). De wetenschappelijke naam van het geslacht werd voor het eerst geldig gepubliceerd in 1868 door Pascoe.

## Soorten
Eudianodes omvat de volgende soorten:
- Eudianodes congolensis Quentin & Villiers, 1977
- Eudianodes nonfriedi Lameere, 1903
- Eudianodes swanzyi Pascoe, 1868
- Eudianodes tanzaniensis Quentin & Villiers, 1977